# Prva hrvatska vaterpolo liga 2011-2012
La Prva Liga 2011-2012 è stata la 21ª edizione della massima serie del campionato croato maschile di pallanuoto. Ha avuto inizio con la stagione regolare il 17 settembre 2011 e si è conclusa con gara 2 della finale scudetto il 28 aprile 2012.
La stagione regolare coincide con la stagione regolare della Lega Adriatica 2011-2012, alla quale partecipano tutte le otto squadre croate di massima divisione, più tre montenegrine, una slovena e una italiana. Le prime quattro squadre croate della Lega Adriatica si qualificano alle semifinali playoff del campionato croato che si svolgono al meglio delle tre partite, così come la finale scudetto.

## Squadre partecipanti
| Club           | Città    | Nazione | Piscina                | Stagione 2010-2011      |
| -------------- | -------- | ------- | ---------------------- | ----------------------- |
| Jadran Spalato | Spalato  | Croazia | Piscina Jadran         | 6º posto                |
| Jug Dubrovnik  | Ragusa   | Croazia | Piscina Gruž           | 1º posto, Vincitore     |
| Medveščak      | Zagabria | Croazia | ŠRC Šalat              | 5º posto                |
| Mladost        | Zagabria | Croazia | Mladost Sports Complex | 3º posto, Semifinalista |
| Mornar         | Spalato  | Croazia | Piscina Poljud         | 4º posto, Semifinalista |
| POŠK           | Spalato  | Croazia | Piscina POŠK           | 8º posto                |
| Primorje       | Fiume    | Croazia | Piscina di Cantrida    | 2º posto, Finalista     |
| Solaris        | Sebenico | Croazia | Piscina Crnic          | 7º posto                |

## Playoff

### Tabellone per il titolo
|  | Semifinali | Semifinali    | Semifinali    | Semifinali | Semifinali |  |  | Finale          | Finale        | Finale        | Finale | Finale |  |
|  |            |               |               |            |            |  |  |                 |               |               |        |        |  |
|  | 1          | Jug Dubrovnik | Jug Dubrovnik | 12         | 16         |  |  |                 |               |               |        |        |  |
|  | 4          | Mornar        | Mornar        | 6          | 10         |  |  | Jug Dubrovnik   | Jug Dubrovnik | Jug Dubrovnik | 7      | 13     |  |
|  | 2          | Primorje      | 13            | 8          | 8          |  |  | Primorje        | Primorje      | Primorje      | 6      | 12     |  |
|  | 3          | Mladost       | 14            | 7          | 6          |  |  |                 |               |               |        |        |  |
|  |            |               |               |            |            |  |  |                 |               |               |        |        |  |
|  |            |               |               |            |            |  |  | Finale 3º posto |               |               |        |        |  |
|  |            |               |               |            |            |  |  |                 |               |               |        |        |  |
|  |            |               |               |            |            |  |  | Mornar          | Mornar        | Mornar        | 6      | 9      |  |
|  |            |               |               |            |            |  |  | Mladost         | Mladost       | Mladost       | 11     | 17     |  |

### Tabellone per il 5º posto
|  | Semifinali | Semifinali     | Semifinali     | Semifinali | Semifinali |  |  | Finale 5º posto | Finale 5º posto | Finale 5º posto | Finale 5º posto | Finale 5º posto |  |
|  |            |                |                |            |            |  |  |                 |                 |                 |                 |                 |  |
|  | 6          | POŠK           | POŠK           | 9          | 14         |  |  |                 |                 |                 |                 |                 |  |
|  | 8          | Solaris        | Solaris        | 8          | 6          |  |  | POŠK            | POŠK            | POŠK            | 5               | 9               |  |
|  | 5          | Medveščak      | Medveščak      | 9          | 12         |  |  | Medveščak       | Medveščak       | Medveščak       | 10              | 10              |  |
|  | 7          | Jadran Spalato | Jadran Spalato | 7          | 9          |  |  |                 |                 |                 |                 |                 |  |
|  |            |                |                |            |            |  |  |                 |                 |                 |                 |                 |  |
|  |            |                |                |            |            |  |  | Finale 7º posto |                 |                 |                 |                 |  |
|  |            |                |                |            |            |  |  |                 |                 |                 |                 |                 |  |
|  |            |                |                |            |            |  |  | Solaris         | Solaris         | Solaris         | 16              | 4               |  |
|  |            |                |                |            |            |  |  | Jadran Spalato  | Jadran Spalato  | Jadran Spalato  | 17              | 13              |  |